# Aaron Wilkerson
Aaron Daniel Wilkerson (né le 24 mai 1989 à Fort Worth, Texas, États-Unis) est un lanceur droitier des Brewers de Milwaukee de la Ligue majeure de baseball.

## Carrière
Aaron Wilkerson joue au baseball en 2010 et 2011 pour les Bulldogs de l'université Cumberland. Après avoir perdu le premier départ de sa carrière universitaire, il remporte ses 14 derniers départs, incluant les premier et dernier match des Séries mondiales de la National Association of Intercollegiate Athletics (NAIA World Series). Sa moyenne de points mérités est de 2,13 avec 125 retraits sur des prises, le plus haut total du baseball universitaire américain cette année-là, en 101 manches et un tiers lancées. En 2011, il remporte 12 victoires contre aucune défaite pour porter son total à 26 décisions victorieuses consécutives et maintient une moyenne de points mérités de 1,49. Il établit un record de la NAIA du 9 février au 8 avril 2011 avec 54 manches consécutives sans accorder de point à l'adversaire. Les médecins découvrent cependant que Wilkerson lance avec un ligament collatéral ulnaire en mauvais état dans son coude droit, et en août 2011 il doit subir une opération Tommy John. La longue convalescence qui suit la procédure repousse les clubs de la Ligue majeure de baseball, qui ignorent Wilkerson lors de l'annuel repêchage des joueurs amateurs. Sa carrière sportive en apparence terminée, il trouve un emploi dans le rayon des surgelés d'un supermarché H-E-B et décide ultimement de tenter sa chance dans le baseball indépendant et conclut une entente avec Clint Smith, un ancien lanceur professionnel de baseball devenu entraîneur à Waco (Texas), qui lui offre gratuitement de l'entraîner s'il enseigne en retour le baseball aux enfants. Son expérience en 2013 et 2014 avec des clubs indépendants de baseball attire l'attention d'un dépisteur des Red Sox de Boston, qui offrent à Wilkerson son premier contrat avec un club de la Ligue majeure de baseball le 18 juillet 2014.
Wilkerson est lanceur partant avec des clubs des ligues mineures affiliés aux Red Sox en 2015 et 2016. Le 7 juillet 2016, les Red Sox échangent Wilkerson et le joueur de deuxième but des mineures Wendell Rijo aux Brewers de Milwaukee en échange du joueur de champ intérieur Aaron Hill.

### Brewers de Milwaukee
À l'âge de 28 ans, Aaron Wilkerson fait ses débuts dans le baseball majeur avec les Brewers de Milwaukee le 15 septembre 2017 comme lanceur de relève lors d'un match contre les Marlins de Miami.